# Həzi Aslanov (metropolitana di Baku)
Həzi Aslanov è uno dei capolinea della Linea 1 della Metropolitana di Baku.
È stata inaugurata, come prolungamento della linea originale, il 10 dicembre 2002.